# Augustyn Brzeżański
Augustyn Ludwik Michał Brzeżański (ur. 6 września 1789 w Oborzyskach Starych, zm. 25 lutego 1855 w Gnieźnie) – pułkownik wojsk polskich powstania listopadowego.

## Życiorys
Augustyn Ludwik Michał Brzeżański był synem Michała (właściciel części Oborzysk) oraz Augustyny z domu Dzierżbińska. Jako uczeń wstąpił ochotniczo w 1806 do wojska. Awansował stopniowo w kampanii napoleońskiej lat 1807–1814: na podporucznika (1807), porucznika (1809) i kapitana (1811). Jako kapitan pułku 5-go jazdy wojsk polskich został odznaczony Krzyżem Kawalerskim Orderu Virtuti Militari.
Od 1816 gospodarował w swych majątkach Gorzykowo i Czachórki koło Gniezna. Udał się do Warszawy po wybuchu powstania listopadowego. Został awansowany na podpułkownika, a później pułkownika (1831). W 2 pułku strzelców konnych objął dowództwo szwadronów jazdy poznańskiej, przekształconych następnie w odrębny pułk jazdy ochotników poznańskich z którym odbył kampanię 1831. M.in. uczestniczył w wyprawie na Litwę i brał udział w odwrocie grupy generała Henryka Dembińskiego do Warszawy. Przeszedł do Prus po upadku powstania i powrócił do pracy na roli po odbyciu kary więzienia.
W latach 1843 i 1845 był z powiatu średzkiego posłem na sejm prowincjonalny w Poznaniu. Brał udział w akcji 1848 jako organizator powstańczych sił zbrojnych powiatu średzkiego. Przeszedł 13 kwietnia do obozu Ludwika Mierosławskiego i poddał się jego rozkazom (aczkolwiek niechętnie). Uczestniczył w bitwie pod Miłosławiem, a kawalerią powstańczą dowodził pod Sokołowem. Był przeciwny przedłużaniu walki. Odmówił przyjęcia naczelnego dowództwa na radzie wojennej w Skąpem. Prowadził pertraktacje z ramienia władz powstańczych z pruskimi władzami wojskowymi i 9 maja podpisał kapitulację w Bardzie. Unikając wzburzenia kosynierów, opuścił obóz i przez pewien czas przebywał za granicą. W swym majątku spędził ostatnie lata życia. Opracował pamiętnik z kampanii 1831 i 1848 (wyd. Kraków 1893). Zmarł w marcu 1855 roku i został pochowany w Gnieźnie.